# Carlotta Giovannini
Carlotta Giovannini (Castel San Pietro Terme, 5 luglio 1990) è un'allenatrice di ginnastica artistica ed ex ginnasta italiana, la prima ad avere conquistato una finale olimpica di specialità; è la vincitrice della medaglia d'oro al volteggio ai Campionati Europei di Amsterdam.

## Carriera Juniores
Carlotta Giovannini inizia a muovere i primi passi nella ginnastica alla società Biancoverde di Imola, allenata da Giacomo Zuffa.
Partecipa ai campionati di categoria a Lavagna nella categoria allieve 2º grado dove arriva con 31.725 punti in ottava posizione.
Entra nel giro della nazionale italiana nell'anno 2005/2006 mostrando una predisposizione al volteggio.
Dopo la vittoria della compagna di squadra Francesca Benolli, campionessa europea al volteggio nel 2005, Carlotta inizia a studiare un secondo salto competitivo.

## Carriera senior

### 2006: Europei e Mondiali
Insieme alla squadra italiana, ha vinto la gara a squadre ai Campionati europei del 2006 a Volos in Grecia.
In questa occasione partecipa alla finale al volteggio prendendo il testimone della Benolli (campionessa europea al volteggio l'anno precedente) che, a causa di un serio infortunio, non partecipa a questi Campionati continentali. In finale la Giovannini non esegue però degli ottimi salti, fermandosi al 5º posto.
Partecipa poi con la squadra italiana ai Mondiali ad Aarhus dove, per poche decimi, non riesce a centrare né la finale a squadre né quella al volteggio.

### Campionati Europei di Amsterdam 2007
Ai Campionati europei individuali Carlotta partecipa alla finale al volteggio. Esegue due salti che le valgono la medaglia d'oro con un totale di 14.812 di media.
Poco prima degli Europei, l'imolese vince anche la tappa di Coppa del mondo a Parigi, sempre al volteggio.
Non ha potuto prendere parte ai Mondiali di Stoccarda dello stesso anno a causa di un infortunio.

### 2008: Europei di Clermont-Ferrand ed Olimpiadi
Partecipa agli europei 2008 insieme alla squadra, che si piazza 4º nel concorso.
Riesce inoltre a qualificarsi nella finale al volteggio insieme alla compagna Francesca Benolli. Con 2 ottimi salti l'imolese vince un argento importante dietro alla tedesca Oksana Čusovitina e davanti alla Benolli, medaglia di bronzo. 
Partecipa anche alle Olimpiadi di Pechino. Con la squadra raggiunge la 10ª posizione, non riuscendo a qualificarsi per la finale a squadre. A Pechino la Giovannini raggiunge l'apice della sua carriera, arrivando laddove nessuna italiana era mai arrivata fino ad allora: si classifica per una finale di specialità ai Giochi olimpici (al volteggio). Il giorno della finale arriva al sesto posto.

### Ultimi anni di carriera
Nel 2013 gareggia in serie A2 con la società Biancoverde Imola.
Il 6 aprile annuncia l'abbandono della carriera sportiva per intraprendere quella di allenatrice, sempre nella stessa società.